# 平成10年台風第4号
平成10年台風第4号（へいせい10ねんたいふうだい4ごう、国際名：Rex）は、1998年（平成10年）8月25日に発生し、日本に接近した台風である。日本列島には上陸はしなかったが、前線を刺激して各地に大雨の被害を出した。

## 概要

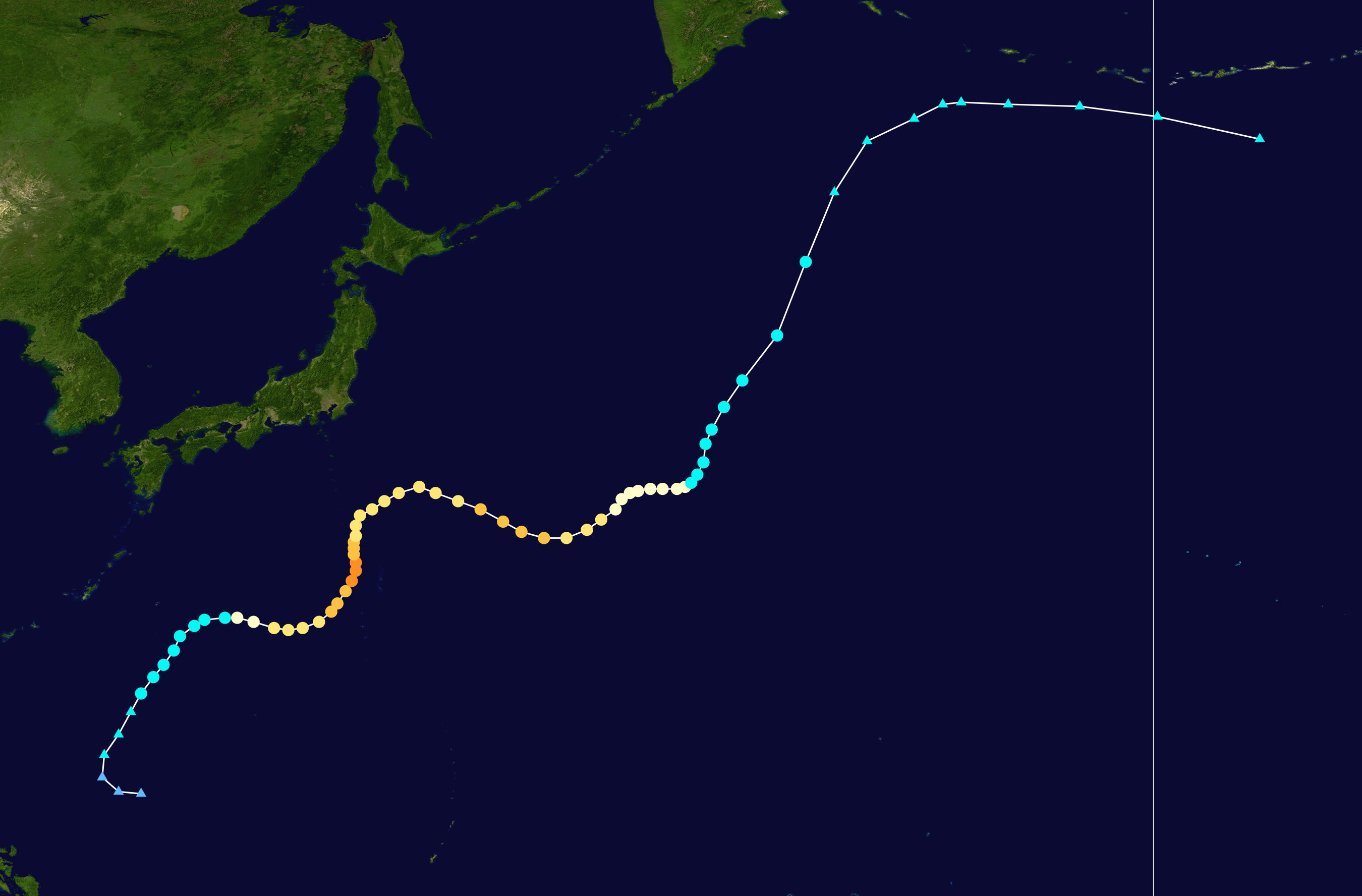
進路図

8月25日に沖縄近海で発生した台風4号は発達しながら日本の南海上を東進し、28日ごろからは向きを北寄りに変え、小笠原諸島に接近した。本州付近に停滞していた前線に向かって、台風からの湿った気流が流れ込んだため積乱雲が発達し、東日本および中日本の一部では豪雨となった。小笠原近海で台風の速度が遅くなったため、湿った気流の供給は長時間続くこととなり、大雨が長引くことになった。この大雨は8月31日ごろまで続き、9月1日以降は次第に日本列島から弱まりながら遠ざかり9月7日に温帯低気圧に変わった。
この台風は、台風4号としては統計史上最も遅い日時に発生した。

## 影響
26日から31日にかけて、前線が本州付近に停滞していた。一方、台風4号が日本の南海上をゆっくり北上した。この間、日本の東の高気圧と台風の影響で、前線に向かって暖湿気流が流入したため、北日本から東日本にかけて断続的に大雨が降った。 特に26日夜から27日朝にかけて、栃木県と福島県境付近に線状降水帯が形成されて豪雨となり、那須（栃木県那須町）で27日の日降水量607mm（期間降水量1,254mm）を観測するなど記録的な大雨となった。栃木県と福島県を中心に、広い範囲で土砂崩れや浸水による被害があった。

## 名称
この台風や前線等による一連の豪雨災害について、気象庁は正式に命名してはいないが、8月下旬に発生したことから「平成10年8月末豪雨」と呼ばれることが多く、理科年表もこの名称を採用している。そのほか、北関東と南東北で大雨となったことから「北関東・南東北豪雨」とも呼ばれており、特に被害が大きかった栃木県では「那須豪雨」とも呼ばれている。

## 記録
- 8月27日の降雨量607mm（栃木県那須町）
- 福島県・栃木県・静岡県では記録的な大雨となり、特に栃木県では余笹川やその支流が氾濫を起こし死傷者を出すなど、北部を中心に被害が集中した。8月26日〜31日にかけての期間総雨量が那須町で1254mmなど、年間降水量の3分の2に匹敵する雨量を観測した地域もあった。さらに関東地方を中心に、1時間降水量が100mm近くとなる短時間強雨が観測され、浸水などの被害が多発した。

## 被害
| 都道府県 | 人的被害 (人) | 人的被害 (人) | 人的被害 (人) | 人的被害 (人) | 住家被害 (棟) | 住家被害 (棟) | 住家被害 (棟) | 住家被害 (棟) | 住家被害 (棟) |
| 都道府県 | 死者          | 行方不明      | 負傷者        | 負傷者        | 全壊          | 半壊          | 一部損壊      | 床上浸水      | 床下浸水      |
| 都道府県 | 死者          | 行方不明      | 重傷          | 軽傷          | 全壊          | 半壊          | 一部損壊      | 床上浸水      | 床下浸水      |
| -------- | ------------- | ------------- | ------------- | ------------- | ------------- | ------------- | ------------- | ------------- | ------------- |
| 北海道   | 2             |               |               |               |               |               | 1             | 7             | 100           |
| 青森県   |               |               |               |               |               |               |               | 1             | 15            |
| 岩手県   | 1             |               |               |               |               | 1             | 32            | 119           | 374           |
| 宮城県   |               |               |               |               |               |               | 3             | 25            | 438           |
| 秋田県   |               |               |               |               |               |               |               |               | 1             |
| 山形県   |               |               |               |               |               |               |               |               | 2             |
| 福島県   | 11            |               | 9             | 13            | 48            | 74            | 153           | 1,106         | 2,645         |
| 茨城県   |               |               |               | 5             |               |               |               | 420           | 490           |
| 栃木県   | 5             | 2             |               | 19            | 47            | 48            | 34            | 484           | 2,362         |
| 群馬県   |               |               | 1             | 2             |               | 23            | 6             | 30            | 479           |
| 埼玉県   |               |               |               |               |               |               |               | 814           | 1,881         |
| 千葉県   |               |               |               |               |               |               |               | 2             | 25            |
| 東京都   |               |               |               |               |               |               |               | 12            | 143           |
| 神奈川県 |               |               |               |               |               |               | 1             | 1             | 65            |
| 富山県   |               |               |               |               |               |               |               |               | 10            |
| 山梨県   |               |               |               |               |               |               | 4             | 1             | 16            |
| 岐阜県   |               |               |               |               |               |               |               |               | 37            |
| 静岡県   | 2             |               | 3             | 3             | 6             | 10            | 14            | 213           | 450           |
| 愛知県   |               |               |               |               |               |               | 1             | 6             | 122           |
| 滋賀県   |               |               |               |               |               |               |               |               | 15            |
| 京都府   |               |               |               |               |               |               |               |               | 32            |
| 奈良県   | 1             |               |               |               |               |               |               | 88            | 1,816         |
| 合計     | 22            | 2             | 13            | 42            | 101           | 156           | 249           | 3,329         | 11,518        |